# Šejch Džarach

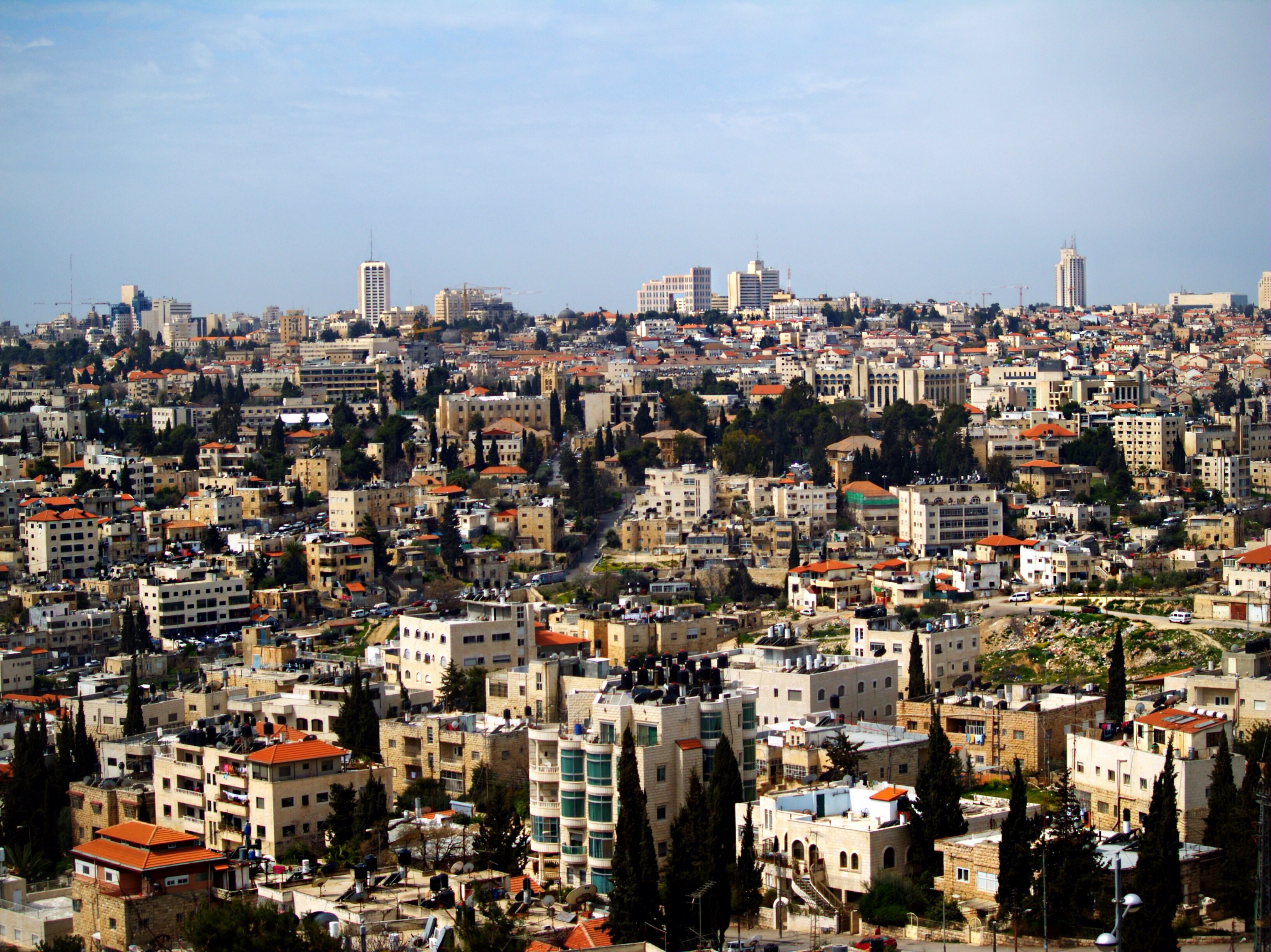
Čtvrť Šejch Džarach. V pozadí městské centrum Jeruzaléma.

Šejch Džarach (arabsky الشيخ جراح‎ aš-Šejch Džarráh, hebrejsky שייח׳ ג׳ראח‎) je převážně arabská čtvrť ve východním Jeruzalémě rozkládající se při silnici na vrch Skopus.

## Historie

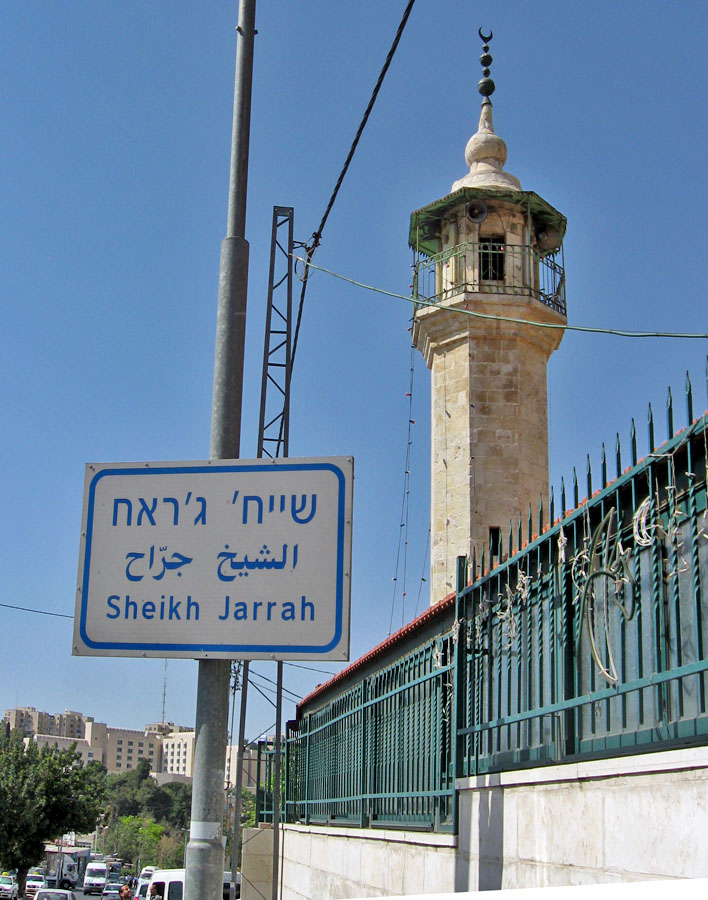
Vstup do Šejch Džarach

Čtvrť Šejch Džarach byla založena na svazích vrchu Skopus a je pojmenována podle stejnojmenného hrobu, pocházejícího z roku 1201, který je místem posledního odpočinku Saladinova lékaře emíra Husama al-Dín al-Džarachiho („džara“ označuje v arabštině chirurga). Ten ve 12. století založil tzv. zawíju (doslova „koutek, zákoutí“, přeneseně též malá mešita nebo škola) známou jako Zawíja Džarachíja (doslova „chirurgický koutek“). Pohřben byl na pozemku školy. V této škole byl skupinou hodnostářů a duchovních vůdců přijat i damašský učenec Abd al-Ghani al-Nabulsi, který do Jeruzaléma přicestoval roku 1690. Hrob al-Džarachiho se nachází v mešitě postavené roku 1895 v Nábuluské ulici, severně od Starého Města a Americké kolonie. Modlitba u al-Džarachiho hrobky údajně přináší štěstí, obzvláště chovatelům kuřat.
Naproti hrobu byla v 17. století postavena dvoupodlažní kamenná budova s obilným mlýnem, Qasr el-Amawi. V 70. až 90. letech 19. století se Šejch Džarach začala rozrůstat jako muslimská čtvrť. Několik význačných rodin, mezi nimi Našašibovci, si v severní a východní části čtvrti postavilo výstavné domy. V západní části jsou domy menší a roztroušenější.
Židovský pozorovatel napsal o Šejch Džarach počátkem 20. století:
V minulých letech v severovýchodní části města vznikla celá čtvrť našich muslimských spoluobčanů, od pozemku s hrobem Šimona Spravedlivého dál na východ — čtvrť velkých, skvělých, nádherně vypadajících domů, aniž si toho kdo ve městě povšiml s výjimkou těch, kdo si tam kvůli tomu schválně zašli.

Za osmanského sčítání obyvatelstva v roce 1905 se okrsek (nahíja) Šejch Džarach skládal z muslimských osad Šejch Džarach, Hadž el-Husejní, Vádí al-Džoz a Bab az-Zahra, a z židovských osad Šim'on ha-Cadik a Nachalat Šim'on. Obyvatelstvo čítalo 167 muslimských rodin, 97 židovských rodin a 6 křesťanských rodin. Byla to nejpočetnější muslimská obec mimo obvod Starého Města. V roce 1918 se v Šejch Džarach nacházelo kolem 30 domů.
Ještě před izraelskou válkou za nezávislost zde bylo 14. dubna 1948 zabito 77 Židů, většinou lékařů a ošetřovatelek, na cestě do nemocnice Hadasa, když byl jejich konvoj přepaden Araby při průjezdu čtvrtí na hlavní silnici vedoucí na vrch Skopus. Při útoku, který byl odplatou za masakr Dejr Jásin, v opancéřovaném konvoji zaživa uhořelo všech 77 pasažérů. Kopec i s nemocnicí byly v důsledku bojů odříznuty od západního Jeruzaléma. Dne 24. dubna zaútočila na Šejch Džarach Hagana v rámci operace Jevusi, byla však britskými jednotkami donucena ustoupit.
Od roku 1948 tvořil Šejch Džarach okraj nárazníkové zóny střežené vojáky OSN mezi západním Jeruzalémem a židovskou enklávou na vrchu Skopus. Od Šejch Džarach až k Mandelbaumově bráně se táhla zeď, rozdělující město. V roce 1956 do zdejší čtvrti jordánská vláda přestěhovala 28 uprchlických palestinských rodin. Protože trvalé převody vlastnictví byly podle Čtvrté ženevské konvence nezákonné, byla tato oblast podřízena pod jurisdikci jordánské Správy nepřátelského majetku.

### Nové židovské osidlování čtvrti
Během šestidenní války v roce 1967 Izrael obsadil východní Jeruzalém včetně čtvrti Šejch Džarach. Roku 1972 sefardský komunitní výbor a výbor čtvrti Kneset Jisra'el nárokovaly u soudu navrácení majetku v této čtvrti a snažily se navázt na starší židovské osídlení v lokalitách Šim'on ha-cadik a Nachalat Šim'on. Roku 1982 uplatnily nárok na nájemné z těchto nemovitostí a Nejvyšší soud rozhodl v jejich prospěch. Současným držitelům bylo dovoleno zůstat, pokud budou platit nájemné.
Koncem 20. století vstoupily plány na židovské osidlování oblasti do nové fáze. V roce 1999 zde získala základnu první skupina osadníků. Organizace Nahalat Shimon International pak představila plán na výstavbu obytného souboru s 200 bytovými jednotkami. V následujících letech zde došlo k vypovězení několika palestinských obyvatel a podle stavu ke květnu 2009 ve čtvrti bylo 5 až 6 domů obývaných Židy. Součástí židovského osidlování je i demolice Hotel Shepherd (viz níže).

## Konzuláty a diplomatická zastoupení
V 60. letech byla v Šejch Džarach otevřena řada konzulátů a diplomatických zastoupení:
britský konzulát v ulici Našašibi 19, turecký konzulát v sousedství na Našašibi 20, belgický konzulát, švédský konzulát, španělský konzulát a mise Organizace spojených národů v ulici sv. Jiří.
Tony Blair, vyslanec Blízkovýchodního kvartetu, bydlí v hotelu American Colony, pokud se zdržuje v oblasti.

## Doprava
Hlavní dopravní tepna čtvrti Nábuluská silnice byla dříve součástí dálnice č. 60. V 90. letech byla západně od čtvrti vybudována nová čtyřproudá komunikace se samostatným pruhem pro autobusy, která bude navazovat na jeruzalémskou tramvajovou linku.

## Významné objekty

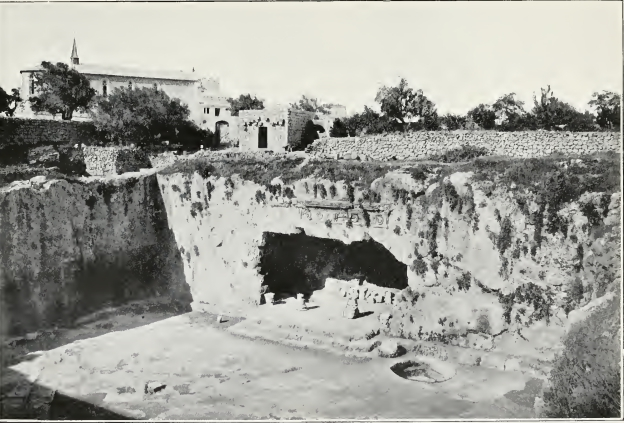
Hrobka králů

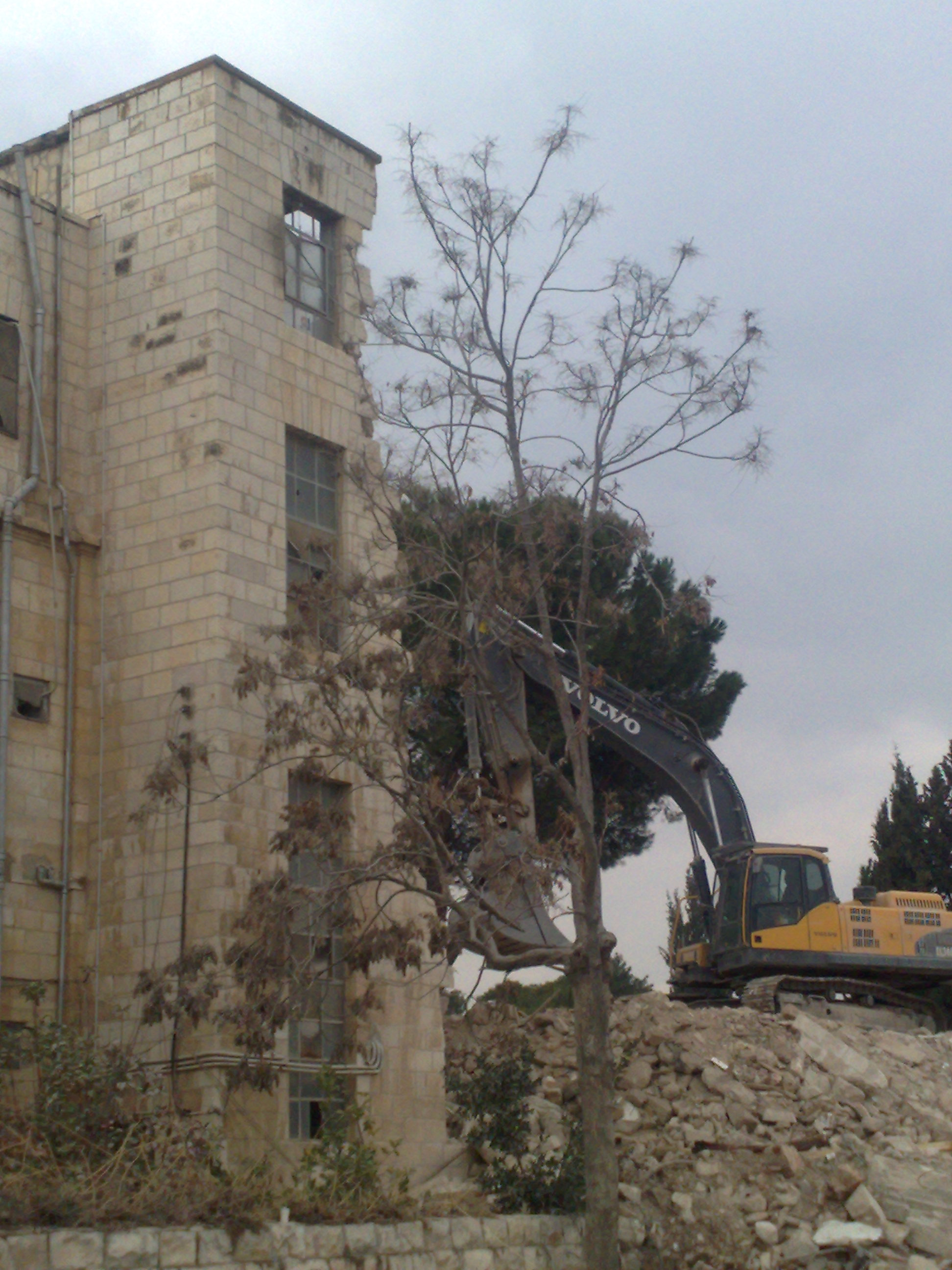
Demolice hotelu Shepherd, leden 2011

### Jeruzalémská oční klinika sv. Jana
Jeruzalémská oční klinika sv. Jana je ústavem řádu Johanitů, který poskytuje oční zdravotní péči na Západním břehu Jordánu, v pásmu Gazy a východním Jeruzalémě. Péče je poskytována pacientům bez rozdílu rasy, náboženství a schopnosti platit. Nemocnice se původně nacházela od r. 1882 na Hebronské ulici proti hoře Sijón. Nová budova byla otevřena v roce 1960 v ulici Našašibi.

### Francouzská nemocnice sv. Josefa
Francouzská nemocnice sv. Josefa se nachází naproti Oční klinice sv. Jana a provozuje ji francouzská katolická charita. Má 73 lůžek, tři hlavní operační sály, koronární jednotku, rentgen, laboratoře a ambulantní kliniku, oddělení interní, chirurgické a neurochirurgické, dětskou chirurgii a ortopedii.

### Hrobky a hroby
Židé v Šejch Džarach soustřeďovali kolem hrobu Šimona Spravedlivého, jednoho z posledních členů Velkého shromáždění, vládnoucího útvaru po babylonském exilu. Podle Babylónského talmudu se Šimon Spravedlivý setkal s Alexandrem Velikým při jeho tažení přes území Izraele a přesvědčil jej, aby neničil Jeruzalémský chrám. Po mnoho let Židé putovali k jeho hrobu v Šejch Džarach, jak dokládá cestopisná literatura. V r. 1876 Židé jeskyni i okolní olivový sad s 80 prastarými olivami koupili za 15 000 franků. Desítky židovských rodin si na pozemku postavily domy. Další pamětihodností v Šejch Džarach jsou středověká mešita zasvěcená jednomu ze Saladinových vojáků, anglikánská katedrála sv. Jiří a Hrobka králů.

### Hotel Shepherd
Hotel Shepherd v Šejch Džarach byla původně vila postavená pro velkého jeruzalémského muftího Hadždž Amín al-Husajního. Muftí, který v ní nikdy nebydlel, převedl vlastnictví na svého osobního tajemníka George Antonia a jeho manželku Katy. Po smrti George Antonia v r. 1942 zvala vdova Katy do domu mnohé z jeruzalémské elity, ale pouze jednoho Žida. Za svého života zde Katy udržovala skandální poměr s velitelem britských sil v Palestině Evelynem Barkerem. Roku 1947 vyhodila židovská polovojenská organizace Irgun do povětří dům v sousedství. Katy dům opustila a byl sem umístěn regiment skotských horalů. Po válce za nezávislost jej zabraly jordánské úřady a změnily jej v poutnický hotel.
Roku 1985 jej koupil americký židovský milionář Irving Moskowitz a dál jej provozoval jako hotel pod názvem Shefer. Izraelská hraniční policie zde měla několik let svou základnu. V roce 2007, když Moskowitz projektoval postavení 122 bytů na pozemku hotelu, se britská vláda vyslovila proti jeho plánu. Roku 2009 byl plán změněn, nicméně i tak byl odsouzen britskou i americkou vládou. Povolení k výstavbě 20 bytů vedle hotelu bylo uděleno v r. 2009 a formální schválení bylo zveřejněno jeruzalémským magistrátem 23. března 2010 několik hodin před setkáním premiéra Benjamina Netanjahua s prezidentem Barackem Obamou. Deník Haaretz oznámil, že „stávající stavby na pozemku budou strženy, aby uvolnily místo nové výstavbě, zatímco historický hotel Shepherd zůstane zachován. Na pozemku vznikne rovněž třípatrové parkoviště a příjezdová cesta.“ Hotel byl nakonec stržen 9. ledna 2011.

## Významní obyvatelé
- Kai Bird

## Demografie
Plocha této městské části dosahuje 711 dunamů (0,711 kilometru čtverečního). V roce 2000 tu žilo 2597 a v roce 2002 2672 obyvatel.